# (6438) Suárez
(6438) Suarez, désignation internationale (6438) Suárez, est un astéroïde de la ceinture principale.

## Description
(6438) Suarez est un astéroïde de la ceinture principale. Il fut découvert le 18 janvier 1988 à La Silla par Henri Debehogne. Il présente une orbite caractérisée par un demi-grand axe de 2,23 UA, une excentricité de 0,19 et une inclinaison de 5,2° par rapport à l'écliptique.

## Compléments